# Ezequiel Iván Lavezzi
Ezequiel Lavezzi (Villa Gobernador Gálvez, Argentina, 3 de maig de 1985), és un futbolista professional argentí que ocupa la posició de davanter. Actualment juga a l'Hebei Xina Fortune xinès, a més de ser internacional per la selecció argentina.

## Carrera futbolística

### Estudiantes de Buenos Aires
Quan era jove, Lavezzi va tenir un gran interès en el futbol i el suport al seu equip local Rosario Central, que més tard rebria la seva targeta d'identificació tatuat a l'esquena.
Des d'una edat molt jove, el talent futbolístic de Lavezzi va ser reconegut, ja que va jugar en els equips juvenils de Rosario Central. Després de ser rebutjat pel Boca Juniors. Lavezzi va fixar per l'Estudiantes de Buenos Aires (BA) el 2003, només va jugar una temporada, disputant 39 partits i va marcar 17 gols.

### San Lorenzo
Conegut com El Pocho o la grassoneta, que va ser comprat pel costat italià de Gènova el 2004 per € 1 milió, però va ser cedit al club de fútbol San Lorenzo. A l'edat de 19 anys, va competir al torneig Obertura 2004, marcant vuit gols en total durant el transcurs de la temporada, que el va portar a acabar com a màxim golejador.
Les contribucions més notables de Lavezzi a l'equip va incloure un esforç espectacular contra River Plate al Monumental. Va marcar al minut 69 per donar-li a San Lorenzo, una famosa victòria i danyat seriosament desafiament River pel títol. Això li va atorgar el sobrenom de la Bèstia ("la bèstia") de banda dels mitjans de comunicació argentins.
Tot i que estava previst per Lavezzi per tornar a Gènova després d'una temporada a préstec, hi va haver problemes: mentre que Lavezzi estava jugant a l'Argentina, Gènova va estar implicat en un presumpte escàndol de compra de partits que es va veure relegat fins a la Serie C1, el tercer nivell del futbol italià. A causa de limitacions financeres, el davanter prometedor va ser venut a Sant Llorenç per € 1,2 milions.
Al seu retorn a San Lorenzo per a la temporada d'Obertura 2005, les hi va arreglar per ajudar el club per d'amunt de la meitat superior de la taula, i amb vuit gols, va acabar com el quart màxim golejador. En el seu últim acte com a jugador de San Lorenzo va ajudar-los amb el títol del Clausura 2007, derrotant el Boca Juniors en sis punts.

### Napoli

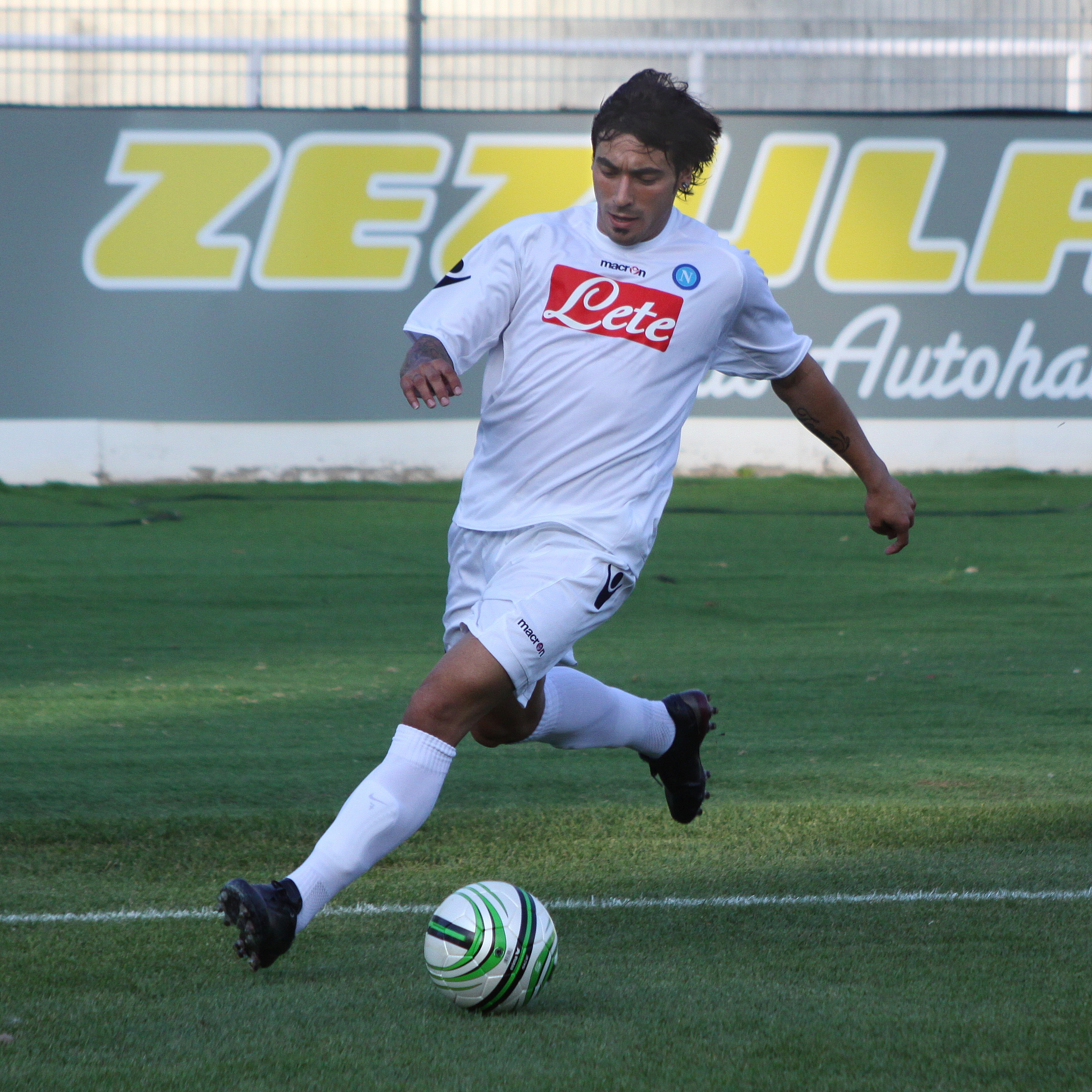
Ezequiel Lavezzi jugant amb el SSC Nàpols

Nàpols va aconseguir la promoció una altra vegada a la Serie A, després d'acabar com a subcampió de la temporada anterior en la Serie B. Lavezzi va signar un contracte de cinc anys, el 5 de juliol de 2007. L'acord de transferència de vàlua al voltant de € 6 milions i que va ser presentat davant els fans i ostentant la samarreta Nº7 per a la seva primera temporada.
Lavezzi aviat va fer un impacte per al club en marcar un hat-trick en la victòria per 3-1 sobre el Pisa a la Copa d'Itàlia en el Stadio San Paolo, el que va ser el primer 'hat-trick' d'un jugador del Nàpols en 14 anys. El primer gol de Lavezzi que va marcar per Nàpols es va produir durant una victòria per 5-0 contra l'Udinese Calcio, el 2 de setembre de 2007. Després del partit, va ser descrit en els informes com "inspiració", amb els mitjans que proclamen, "estrella del Nàpols ha nascut". El club napolità no havia guanyat un partit de lliga per un marge tan gran des de 1988, quan Diego Armando Maradona era al club.
Els mitjans de comunicació, ja que tendeixen a fer que molts prometedors jugadors joves argentins que apareixen a Itàlia, s'han afanyat a copiar Lavezzi el "nou Maradona". Lavezzi per si mateix, juga i està sempre en comparació amb un altre jove jugador argentí Carlos Tévez.
Ell va acabar la temporada 2007-08 amb vuit gols en 35 partits. Ràpidament va esdevenir un punt focal d'afecte dels aficionats amb els seus peus ràpids i la nitidesa de tot el quadre. La temporada 2008-09, va marcar set gols en 30 partits. La temporada 2009-10 va marcar 8 gols en 30 partits, però que no havia jugat uns 10 partits a causa de lesions. Lavezzi al Nàpols es va quedar per a la temporada 2010-11, però se li va lliurar la samarreta número 22 després d'haver regalat el seu número set i ha signat recentment Edinson Cavani com un gest de benvinguda. En la mateixa temporada va marcar dos gols a la Lliga d'Europa, contra l'IF Elfsborg i el Liverpool FC, respectivament, va marcar sis i va contribuir a uns altres 12 en la Serie A (la millor de les quals va ser una cullerada gran sobre Christian Abbiati en el partit a casa davant l'AC Milan) i també va marcar un gol a la Copa d'Itàlia contra el Bolonya.

#### 2011–12
Lavezzi va marcar el seu primer gol de la nova campanya d'una dominant victòria per 3-1 sobre Cesena el 10 de setembre de 2011, obrint el marcador al tercer minut després de controlar una pilota llarga d'Hugo Campagnaro. Lavezzi era el nom de "Jugador del Partit", com ell volea una passada bombat del seu company d'atac Edinson Cavani per enviar Nàpols a una victòria de 2-0 sobre l'Udinese Calcio el 26 d'octubre. Poc abans de les vacances d'hivern, Lavezzi va marcar una vegada i sempre una assistència d'un dels objectius de Cavani i el Nàpols va superar Lecce per 4-2.
En comandant del Napoli 3-0 sobre la Fiorentina el 17 de febrer, Lavezzi va arrodonir el marcador al minut 90 amb un gol de llarga distància. Quatre dies més tard, va marcar els seus dos primers gols a la Lliga de Campions, que es va produir en una victòria 3-1 a la cama sobre el Chelsea FC a la ronda de 16. El diumenge següent, 26 de febrer, Lavezzi va marcar l'únic gol del joc i el Nàpols va derrotar l'Inter i va pujar a la cinquena posició a la taula de posicions de la Serie A.
Lavezzi va aparèixer en el minut 86 per marcar el gol de la victòria contra el Parma el 4 de març, encara que el resultat va ser controvertit com Lavezzi semblava estar en una posició fora de joc. Lavezzi va marcar un penal i una assistència prevista a Cagliari 6-3 va destrossar el 9 de març s'escalfa durant la seva ronda de 16 corbata partit de tornada contra el Chelsea FC. Lavezzi va marcar el seu novè i últim objectiu de la Serie A la temporada en la derrota 3-1 davant l'Atalanta l'11 d'abril, després de rebre la pilota de Goran Pandev i empenyent-lo per Andrea Consigli.

### Paris Saint-Germain
El 2 de juny de 2012 el PSG oficialitza el fitxatge de Lavezzi per 26 milions d'€ + 5 milions en variables.

## Selecció argentina
El juny de 2014 fou un dels 23 seleccionats per Alejandro Sabella per representar l'Argentina a la Copa del Món de Futbol de 2014 al Brasil.

## Estadístiques
| Club             | Temporada     | Lliga   | Lliga | Lliga   | Copa    | Copa | Copa    | Continental | Continental | Continental | Total   | Total | Total   |
| Club             | Temporada     | Partits | Gols  | Assists | Partits | Gols | Assists | Partits     | Gols        | Assists     | Partits | Gols  | Assists |
| ---------------- | ------------- | ------- | ----- | ------- | ------- | ---- | ------- | ----------- | ----------- | ----------- | ------- | ----- | ------- |
| Estudiantes (BA) | 2003–04       | 39      | 17    | 6       | -       | -    | -       | -           | -           | -           | 39      | 17    | 6       |
| Estudiantes (BA) | Total         | 39      | 17    | 6       | -       | -    | -       | -           | -           | -           | 39      | 17    | 6       |
| San Lorenzo      | 2004–05       | 29      | 9     | 3       | -       | -    | -       | 8           | 0           | 1           | 37      | 9     | 4       |
| San Lorenzo      | 2005–06       | 22      | 9     | 4       | -       | -    | -       | -           | -           | -           | 22      | 9     | 4       |
| San Lorenzo      | 2006–07       | 33      | 7     | 4       | -       | -    | -       | 5           | 1           | 1           | 38      | 8     | 5       |
| San Lorenzo      | Total         | 84      | 25    | 11      | -       | -    | -       | 13          | 1           | 2           | 97      | 26    | 13      |
| SSC Napoli       | 2007–08       | 35      | 8     | 8       | 5       | 3    | 1       | -           | -           | -           | 40      | 11    | 9       |
| SSC Napoli       | 2008–09       | 30      | 7     | 8       | 1       | 0    | 0       | 3           | 1           | 0           | 34      | 8     | 8       |
| SSC Napoli       | 2009–10       | 30      | 8     | 6       | 1       | 1    | 0       | -           | -           | -           | 31      | 9     | 6       |
| SSC Napoli       | 2010–11       | 31      | 6     | 12      | 1       | 1    | 0       | 9           | 2           | 3           | 41      | 9     | 15      |
| SSC Napoli       | 2011–12       | 30      | 9     | 6       | 4       | 0    | 2       | 8           | 2           | 3           | 42      | 11    | 11      |
| Total            | Total         | 156     | 38    | 40      | 12      | 5    | 3       | 20          | 5           | 6           | 188     | 48    | 49      |
| Total Carrera    | Total Carrera | 279     | 80    | 57      | 12      | 5    | 3       | 33          | 6           | 8           | 326     | 91    | 72      |

## Gols Internacionals
| #  | Data             | Lloc                    | Oponent | Gol | Resultat | Competició                 |
| -- | ---------------- | ----------------------- | ------- | --- | -------- | -------------------------- |
| 1. | 20 juny 2011     | Buenos Aires, Argentina | Albania | 1–0 | 4–0      | Amistós                    |
| 2. | 11 novembre 2011 | Buenos Aires, Argentina | Bolívia | 1–1 | 1–1      | Classificació Mundial 2014 |

## Premis Individuals

### Club
San Lorenzo
- Argentine Primera División (1): 2007 Clausura

Napoli
- Copa Italia (1): 2011/12
- UEFA Intertoto (1): 2008

PSG
- Ligue 1 (1): (2012/13)

### Internacional
Argentina sub-23
- Summer Olympics Gold Medal (1): 2008